# Na Chmelnicích (Plzeň)
Na Chmelnicích je ulice v plzeňské čtvrti Vinice, v městském obvodu Plzeň 1. Spojuje Karlovarskou třídu s Pálavskou ulicí. Do ulice ústí ulice Znojemská, Hodonínská a Nad ZOO. Pro pěší se napojují i ulice Mikulovská a Sedlecká. Veřejná autobusová doprava obsluhuje ulice v úseku Karlovarská – Znojemská. Na ulici leží zastávky Hodonínská, Brněnská, Amfiteátr a Lochotínský pavilón. Těmto zastávkám byly roku 2005 renovovány přístřešky. Na úrovni křižovatky se Znojemskou ulicí je plánováno vyústění západního okruhu. Na začátku roku 2016 proběhla rekonstrukce stávající kanalizace v této a sousední ulici.

## Plánovaná tramvajová trať
Při výstavbě sídliště na Vinicích vznikl nápad vybudovat tramvajovou trať vedenou ulicí Na Chmelnicích. Ukazatelem na tento plán je široký zatravněný pruh uprostřed ulice mezi jízdními pruhy. Společně s tratí měla být vystavěna i vozovna tramvají – tento návrh se již neřeší. Oproti ostatním plánům na rozšíření tramvajové sítě v Plzni je tato úvaha realizovatelná, je stále zanesena do územního plánu.

## Firmy a instituce
- ordinace očního lékaře, Na Chmelnicích 1518/69[6]
- Dětské centrum Plzeň, Na Chmelnicích 617/6[7]